# Conus araneosus
Conus araneosus é uma espécie de gastrópode do gênero Conus, pertencente à família Conidae.

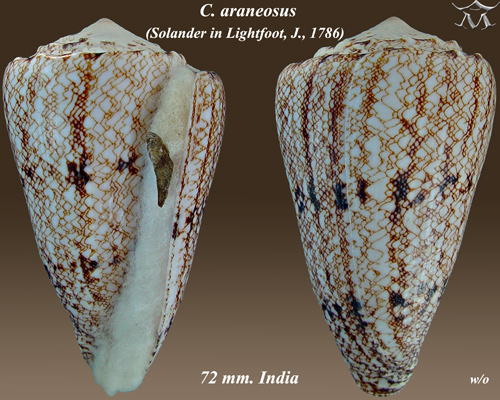
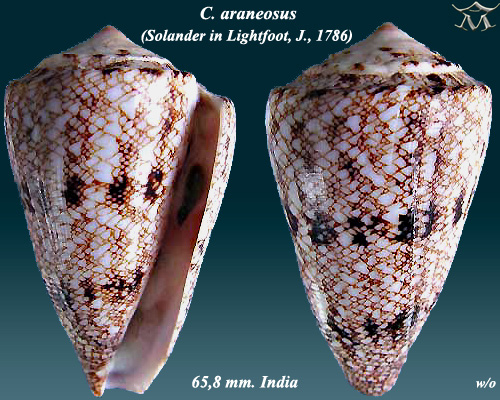
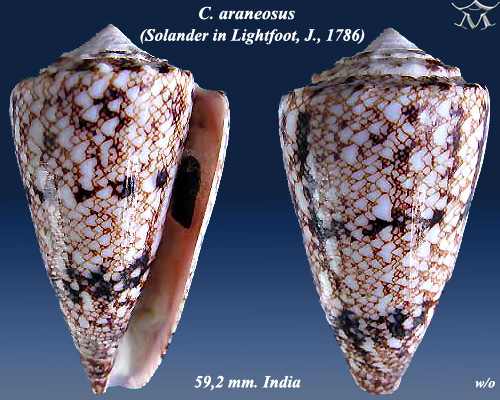